# Agonum affine
Agonum affine är en skalbaggsart som beskrevs av Kirby. Agonum affine ingår i släktet Agonum och familjen jordlöpare. Inga underarter finns listade i Catalogue of Life.